# Camponotus perneser
Camponotus perneser é uma espécie de inseto do gênero Camponotus, pertencente à família Formicidae.